# Interiör (målning av Degas)
Interiör eller Våldtäkten (franska: Intérieur, Le Viol) är en oljemålning av den franske konstnären Edgar Degas. Den målades 1868–1869 och ingår sedan 1986 i samlingarna på Philadelphia Museum of Art.
Målningen visar en man och en kvinna som befinner sig i ett sovrum. Kvinnan sitter på en stol med ryggen vänd mot mannen som möjligen just stigit in genom dörren och nu nonchalant och bredbent lutar sig mot den stängda dörren, som för att spärra hennes utväg. Mannen visar med sitt kroppsspråk en passiv aggressivitet medan kvinnan tycks krypa ihop inför ett annalkande hot.
Den teatraliska känslan i målningen har föranlett konstvetare till att leta efter litterära förlagor. Möjligen är det en scen ur Emile Zolas Thérèse Raquin från 1867 som inspirerat Degas till målningen. Degas förklarade dock själv aldrig målningen.